# Núria Quadrada i Damont
Núria Quadrada i Damont (Mataró, setembre de 1946) és una ballarina, mestra i professora de danses tradicionals catalanes i del Mediterrani. Va ser cofundadora del grup El Sac, Taller d'expressió (1973) i, dins aquesta entitat, va participar els primers anys del Seminari de Dansa Catalana del Sac que esdevindria el Sac de Danses, col·lectiu sense ànim de lucre dedicat a la investigació, difusió i ensenyament de danses tradicionals catalanes. El 1978 va impulsar el col·lectiu El Sac Ambulant, enfocat a la formació i difusió de les danses gregues i mediterrànies, i hi va mantenir l'activitat fins al 2018. Destaca la seva contribució en la recuperació i transmissió de balls de parella de festes del Pirineu així com danses tradicionals del Priorat. Durant tota la seva trajectòria ha col·laborat amb el ballarí Joan Serra i Vilamitjana en la creació de materials pedagògics sobre danses catalanes, i també ha estat molt vinculada al folklorista Jaume Arnella.
El 2019 va rebre la creu de Sant Jordi en reconeixement de la seva trajectòria professional.

## Biografia
Nascuda a Mataró el setembre de 1946, Núria Quadrada és filla de Jesús Quadrada i Calvó, comerciant de fil i viatger, conegut per haver escrit algunes novel·les de viatges. Des de ben petita, als 4 anys, va començar a ballar pel seu compte, a casa, i va ser influïda per una cosina seva que feia ballet clàssic. Més gran, a l'adolescència, ballava sardanes als Lluïsos, ja que a Mataró no hi havia esbart dansaire. Amb la seva colla sardanista va guanyar diversos concursos de revesses. Paral·lelament, va interrompre els estudis a quart de batxillerat per apuntar-se a un curs de formació per al magisteri a Barcelona, on hi conegué en Joan Serra i Vilamitjana.